# المصباحة (حفاش)

تعديل مصدري - تعديل

المصباحة هي إحدى قرى عزلة بني دهمان بمديرية حفاش التابعة لمحافظة المحويت، بلغ تعداد سكانها 232 نسمة حسب تعداد اليمن لعام 2004.